# Hispano-Suiza H6B Nieuport Tulipwood Torpedo
La Hispano-Suiza H6B Nieuport Tulipwood Torpedo, più conosciuta come Dubonnet Tulipwood, è una dream car ante litteram, costruita nel 1924.
La vettura fu realizzata su progetto del pilota André Dubonnet, nipote di Joseph Dubonnet il fondatore dell'omonima azienda vinicola, grande appassionato di meccanica e, in seguito, cofondatore della SIMCA.

## Il contesto
Nella sua qualità di aviatore, nel corso della prima guerra mondiale, André Dubonnet aveva avuto l'occasione di stringere conoscenza con i dirigenti della Société Anonyme des Établissements Nieuport e della Hispano-Suiza. Con quest'ultima azienda, nel primo dopoguerra, aveva anche gareggiato in competizioni automobilistiche, conquistando il prestigioso Gran premio d'Autunno, nel 1922, sul neonato circuito di Monza.
Grazie a questo risultato e alle precedenti vittorie aeree con lo SPAD S.XIII, motorizzato Hispano-Suiza, Dubonnet ebbe la possibilità di acquistare dalla casa franco-iberica, nel 1923, un autotelaio "H6B-Boulogne" con motore portato a 8.000 cm³; una sorta di esemplare pre-serie del nuovo modello "H6C", ancora in fase di ultimazione.
La sua intenzione era di utilizzare il legno per costruire una vettura sportiva di ispirazione aeronautica, così come Jean Labourdette si era ispirato al settore nautico per le sue carrozzerie Skiff. Ultimati i progetti, affidò l'autotelaio alla "Nieuport" di Issy-les-Moulineaux che provvide a costruire la carrozzeria del tipo torpedo, in pregiato legno di magnolia, commercialmente conosciuto come "Tulipwood"; denominazione poi assunta anche dalla vettura.
Con quella torpedo, nel 1924, Dubonnet si classificò 5º alla Coppa Florio, sul circuito delle Madonie e partecipò alla XV Targa Florio, conquistando un onorevole 6º posto, nonostante le generose dimensioni della vettura, certamente non ottimali per simili gare.
Non risulta siano stati realizzati altri esemplari della "Tulipwood" che, dopo essere stata contesa per decenni da facoltosi collezionisti di tutto il mondo, è approdata al Blackhawk Museum di Danville in California.